# Prakash Mallavarapu
Prakash Mallavarapup (sinh 1949) là một giám mục người Ấn Độ của Giáo hội Công giáo Rôma. Ông hiệm đảm trách nhiệm vụ Tổng giám mục chính tòa Tổng giáo phận Visakhapatnam. Trước đây, ông còn đảm trách nhiều nhiệm vụ khác như: Giám mục chính tòa Giáo phận Cuddapah, Giáo phận Vijayawada; Giám quản Tông Tòa Giáo phận Nellore và Giáo phận Eluru cùng với chức vụ Tổng Thư kí Hội đồng Giám mục Ấn Độ [C.C.B.I.].

## Tiểu sử
Tổng giám mục Prakash Mallavarapup sinh ngày 29 tháng 1 năm 1949 tại Jadi-Jamalpur, thuộc Ấn Độ. Sau quá trình tu học dài hạn tại các cơ sở chủng viện theo quy định của Giáo luật, ngày 11 tháng 10 năm 1979, Phó tế Mallavarapup, 30 tuổi, tiến đến việc được truyền chức linh mục.
Sau gần 20 năm thực hiện các hoạt động mục vụ trên sứ vụ là một linh mục, ngày 22 tháng 5 năm 1998, Tòa Thánh loan báo thông tin về việc Giáo hoàng đã bổ sung linh mục Prakash Mallavarapup vào hàng ngũ các giám mục, bằng vị trí Giám mục chính tòa Giáo phận Cuddapah. Hai tháng sau đó, ngày 22 tháng 7 cùng năm, buổi lễ cử hành các nghi lễ tấn phong cho vị tân chức được tổ chức, với phần nghi thức chính yếu do ba giáo sĩ cấp cao đảm trách. Chủ phong cho vị tân chức là Tổng giám mục Saminini Arulappa, Tổng giám mục chính tòa Tổng giáo phận hyederabad. Hai vị khác trong vai trò phụ phong là Giám mục Bali Gali, Giám mục chính tòa Giáo phận Guntur và Giám mục John Mulagada, Giám mục chính tòa Giáo phận Elulu. Tân giám mục chọn cho mình châm ngôn:Good news for all.
Bốn năm sau khi được cử hành các nghi thức cần thiết để trở thành một Giám mục, ngày 26 tháng 7 năm 2002, Tòa Thánh loan báo về thông tin Giáo hoàng đã quyết định thuyên chuyển Giám mục Prakash Mallavarapup vào vị trí ở một giáo phận khác, đó là chức vị Giám mục chính tòa của Giáo phận Vijayawada. Gần mười năm sau đó, ngày 3 tháng 7 năm 2012, Tòa Thánh thông báo nâng cấp Giáo phận Vijayawada lên thành Tổng giáo phận. Cùng lúc với tin này, Tòa Thánh tái xác nhận việc bổ nhiệm Giám mục Prakash Mallavarapup làm người quản lý giáo phận, với một danh hiệu chính thức là Tổng giám mục chính tòa.
Ngoài nhiệm vụ chính thức, ông còn đảm nhận nhiều vị trí khác nhau như Giám quản Tông Tòa Giáo phận Nellore từ ngày 22 tháng 10 năm 2005 đến ngày 7 tháng 12 năm 2006 và Giám quản Tông Tòa Giáo phận Eluru từ ngày 25 tháng 8 năm 2009 đến ngày 13 tháng 6 năm 2013. Trong Hội đồng Giám mục Ấn Độ, ông đảm nhận vai trò Tổng thư kí từ năm 2005 đến năm 2011.